# Университет Клермон-Оверни
Университет Клермон-Оверни (фр. Clermont Auvergne University, UCA) — общественный исследовательский университет во Франции, расположенный в городе Клермон-Ферран в Оверни (регион Овернь-Рона-Альпы). Основан в 2017 году в результате объединения Университета Оверни (Клермон-1) и Университета Блеза-Паскаля (Клермон-2). В 2021 году получил статус экспериментального общественного учреждения.
Включает в себя несколько кампусов, расположенных в Клермон-Ферране и Оверни. Состоит из 22 подразделений, разделенных на учебные и исследовательские (UFR, ранее факультеты), школы и институты (IUT). В совокупности, университет насчитывает 37 000 студентов, в том числе, 1 040 докторантов и 4 500 иностранных студентов.

## История
Университет в Клермон-Ферране был создан ещё в XIX веке. Во время реформы 1969 года (закон Фора) возникли сильные разногласия, особенно политические, и в 1976 году Клермонский университет был разделен на два отдельных учреждения: Клермон-1, студенты которого изучали право, экономику, медицину и технологии, и Клермон-2, в котором преподавали гуманитарные, точные и естественные науки, а также технологии. Позже Университет Клермон-I получил название Университет Оверни, а Университет Клермон-II был назван в честь Блеза Паскаля.
Разговоры о возможном слиянии клермонских университетов начались в 2012 году. Окончательное решение было принято благодаря закону о высшем образовании и науки 23 июля 2013 года. Уже 23 сентября 2013 года об этом официально объявили сами президенты двух университетов. а также после голосования закона от 23 июля 2013 года о высшем образовании и науке. Об этом официально объявили 23 сентября 2013 года ректоры обоих университетов.
Название будущего университета было обнародовано в январе 2015 года, а его организация – в июне того же года. Объединение было оформлено указом от 13 сентября 2016 года. В 2017 году университет получил знак отличия «Label I-Site».

## Руководство
Президент
- 1 января 2017 — н. в. — Матиа Бернар.

## Структура
Дисциплины университета распределены между шестью институтами. Сами же институты включают в себя учебные и исследовательские подразделения, школы и институты (в соответствии с Кодексом об образовании).

### Институты
С 1 января 2021 года университет разделен на шесть институтов:
- Институт права, экономики и управления
- Институт филологии, гуманитарных и социальных наук
- Институт естественных наук, здравоохранения, агрономии и окружающей среды
- Институт наук
- Технологический институт
- Национальный политехнический институт

### Кампусы
Университет включает в себя несколько кампусов, которые расположены в Клермон-Ферране и на всей территории Оверни.
Рядом с центром города на востоке находится Кампус Карно. Кампус Герговия располагается на юге. Кампус Сезо находится южнее в Обьере.
Технологический Институт Университета Клермон-Оверни также есть в Орийаке, Клермон-Ферране, Монлюсоне, Мулене, Ле-Пюи и Виши.
Национальный Высший Педагогический Институт находится в Шамальере, Мулене, Ле-Пюи и Орийаке.

#### Кампус Сезо
В кампусе расположены отделения Университета, связанные с «точными науками», инженерные школы, а также многочисленные исследовательские лаборатории.
Технологический Институт включает в себя различные технологические полюсы: информатика, сети и телекоммуникации, биология, промышленная инженерия, техническое обслуживание и физические измерения, а также штаб-квартира Технологического Института.

## Студенческая жизнь
В центральных советах Университета Клермон-Оверни представлены несколько ассоциаций: Федерация студентов Оверни, Национальный союз студентов Франции или Студенческая солидарность. Студенческим вице-президентом университета является Матис Напьерала, а вице-президентом по университетской жизни и условиям работы — Блез Пишон.